# Нојнкирхен (Сар)
Нојнкирхен (њем. Neunkirchen) општина је у њемачкој савезној држави Сарланд. Једно је од 7 општинских средишта округа Нојнкирхен. Према процјени из 2010. у општини је живјело 48.330 становника. Посједује регионалну шифру (AGS) 10043114.

## Географски и демографски подаци
Нојнкирхен се налази у савезној држави Сарланд у округу Нојнкирхен. Општина се налази на надморској висини од 252 метра. Површина општине износи 75,1 km². У самом мјесту је, према процјени из 2010. године, живјело 48.330 становника. Просјечна густина становништва износи 644 становника/km².

## Међународна сарадња
| Мјесто     | Држава    | Врста сарадње | Од    |
| ---------- | --------- | ------------- | ----- |
|            | Пољска    | контакт       | 2000. |
| Влизинген  | Холандија | пријатељство  | 2000. |
|            | Француска | партнерство   | 1970. |
|            | Француска | партнерство   | 1975. |
| Нојнкирхен | Аустрија  | контакт       | 2000. |
|            | Сирија    | партнерство   | 2006. |
| Извор      |           |               |       |